# Burmerange
Burmerange (lussemburghese: Biermereng; tedesco: Burmeringe) è un comune soppresso del Lussemburgo sud-orientale, frazione del comune di Schengen. Fa parte del cantone di Remich, nel distretto di Grevenmacher.
Il 1º gennaio 2012 il comune di Burmerange, insieme al comune di Wellenstein, si è fuso nel comune di Schengen.

## Comune soppresso
Oltre al centro abitato di Burmerange, faceva parte del comune la località di (Lussemburgo)Elvange.
Nel 2011 il comune di Burmerange aveva una popolazione di 1 016 abitanti su una superficie di 13,37 km².

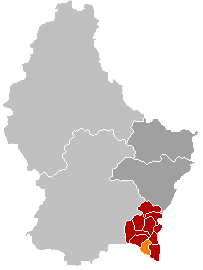
Territorio del comune di Burmerange, dal 2012 facente parte del comune di Schengen